# 阿弥陀池 (愛媛県)
阿弥陀池（あみだいけ）は愛媛県西宇和郡伊方町にある潟湖。えひめ自然百選にも選出されている。

## 概要
佐田岬半島先端近くの三崎港（三崎湾）南側にあって、東西約260メートル、南北約420メートル、最大水深6.8メートル、総面積は0.052平方キロメートル。昭和40年代から50年代にかけて周辺で埋め立てや護岸工事が行なわれており現在の大きさになっている。かつては三崎湾に面した入江で、砂州によって閉塞した海跡湖だが閉塞した時期ははっきりしない。
南側と北東側に流入河川があり、北側から三崎湾へつながる流出河川がある。環境省ではこの池を汽水湖としており、淡水魚であるコイのほかウナギやボラの生息も確認されている。池の周囲には遊歩道も整備されており、池に群生するスイレンのほか、季節によってサクラやアジサイなどの花を楽しめる。

## 竜王伝説
かつて大島から竜王がやってきてこの池を手に入れようとしたが果たせず、竜王は怒って大島に帰って行ったがその間ずっと雷雨が止むことがなかった。村人は竜王が再びやって来ない様にと阿弥陀如来を祀り、それが池の名前の由来とされている。